# 約哈斯 (猶大)
約哈斯（希伯來語：‎，前633年或前632年—前609年）天主教譯為約阿哈次，是古代中東國家南猶大王國的第十七任君主。他的父親是約西亞。他剛繼位不久就被從敘利亞遠征歸來的埃及第二十六王朝法老尼科二世逼退位，他的父親約西亞因為阻撓埃及軍隊遠征，因而也是被尼科二世所殺。

## 登年早期
根據聖經記載，約哈斯登基的時候23歲，在耶路撒冷作王3個月。法老尼哥（歷史上的尼科二世）把他帶到埃及，他就死在那裡。

## 聖經相關章節
- 《列王紀下》第23章31-35節
- 《歷代志下》第36章1-4節